# 中村一恵
中村 一恵（なかむら かずえ、1940年 - ）は、日本の動物学者。神奈川県立生命の星・地球博物館元学芸員。

## 人物
1940年、栃木県出身。1964年、東京水産大学増殖学科卒業。1965年より神奈川県立博物館学芸員を経て、1995年より神奈川県立生命の星・地球博物館勤務。同年、同館企画普及課長、1998年より同館学芸部長。2000年、定年退職。現在、同館非常勤学芸員。移入動物に関する著書として、『スズメもモンシロチョウも外国からやって来た－帰化動物と日本の自然』（90年、ＰＨＰ研究所）、『帰化動物のはなし』（94年、技報堂出版）がある。

## 著書
- 国立情報学研究所収録著書 国立情報学研究所

## 論文
- 国立情報学研究所収録論文 国立情報学研究所